# Abemaciklib
Az abemaciklib hatóanyagot tartalmazó gyógyszerek (Ramiven, Verzenio és Verzenios, utóbbi van forgalomban Magyarországon) előrehaladott vagy áttétes emlőrák kezelésére szolgálnak. Az abemaciklib hatását a ciklin-dependens kináz gátlása révén fejtik ki: a ciklin-dependens kináz 4 (CDK4) és ciklin-dependens kináz 6 (CDK6) erős és szelektív inhibitora. A gyógyszereket az amerikai Eli Lilly gyógyszercég fejlesztette ki.
2015 októberében az Egyesült Államok gyógyszerügyi hatósága, a Food and Drug Administration (FDA) felvette a hatóanyagot az áttörést jelentő terápiák (breakthrough therapy) közé. Az áttörést jelentő terápiák közé olyan hatóanyagokat sorolnak, amelyek súlyos vagy életveszélyes állapotot hivatottak kezelni és az előzetes klinikai vizsgálati eredmények alapján a rendelkezésre álló terápiákhoz képest jelentősen nagyobb javulást hozhatnak.
2017. szeptember 28-án az Egyesült Államokban az FDA engedélyezte a Verzenio gyógyszer fulvesztranttal kombinált alkalmazását HR-pozitív, HER2-negatív előrehaladott vagy áttétes emlőrákban szenvedő, endokrin terápiát követően a betegség progresszióját mutató nők esetében.
Az Európai Gyógyszerügynökség 2018. szeptember 26-án ugyanebben az indikáció ban centrális törzskönyvezéssel a tagállamok mindegyikében egyszerre engedélyezte a Versenios gyógyszerkészítményt.

## Orvosi felhasználás
Az abemaciklib tartalmú gyógyszerek hormonreceptor- (HR)-pozitív, humán epidermális növekedési faktor receptor 2-(HER2)-negatív, lokálisan előrehaladott vagy metasztatikus emlőrákban szenvedő nők kezelésére javallott. Továbbá javallott a kiindulási endokrin alapú terápiaként alkalmazott aromatáz-inhibítorral vagy fulvesztranttal kombinációban alkalmazni. Pre- vagy perimenopauzábanban lévő nők esetében az endokrin terápiát luteinizáló hormon-releasing hormon- (LHRH)-agonistával kell kombinálni.
Egy vizsgálatban emlőrákos betegeknél a fulvesztrant és  abemaciklib kombinációt a fulvesztrant és placebo kombinációval hasonlították össze. A progressziómentes túlélés abemaciklibbel kiegészített terápia alatt átlagosan 16,4 hónap volt, ezzel szemben a placebo csoportban 9,3 hónap.

## Mellékhatások
A Verzenios gyógyszer alkalmazási előírása alapján az endokrin terápiával kombinációban alkalmazott abemaciklib III. fázisú klinikai vizsgálataiban jelentett nagyon gyakori (minimum minden tizedik betegnél előforduló) mellékhatások a következők: hasmenés, hányinger és hányás, étvágycsökkenés, dysgeusia (csökkent ízérzés), szédülés, fáradtság, hajhullás, bőrkiütés, láz, fertőzések, leukopénia (alacsony fehérvérsejtszám), beleértve a neutropéniát, anémia (alacsony vörösvértestszám) és trombocitopénia (alacsony vérlemezkeszám).

## Interakciók
Mivel az abemaciklibet főleg a CYP3A4 májenzim metabolizálja, várhatóan ennek az enzimnek a gátlói (például a ketokonazol) növelik a hatóanyag vérplazma koncentrációját. Ezzel ellentétben a CYP3A4 enziminduktorok (pl. rifampicin) fokozzák az abemaciklib metabolizációját, ezáltal csökkentik a plazmakoncentrációját. Utóbbit bizonyította a rifampicinnel végzett vizsgálat.

## Farmakológia

### Hatásmechanizmus
Az abemaciklib és rokonhatóanyagai, a palbociklib és a ribociklib a ciklin-dependens kináz 4 (CDK4) és ciklin-dependens kináz 6 (CDK6) enzimek erős és szelektív gátlói.
A CDK4 és CDK6 kinázok a sejtek növekedésének szabályozói. Ezek az enzimek az ösztrogénhez hasonló hormonokkal együtt fontos szerepet játszanak a normál sejtek növekedési és osztódási folyamatában, azáltal, hogy foszforilálják a retinoblastoma proteint (Rb). Azonban HR-pozitív, HER2-negatív mellrák esetén a CDK4 és CDK6 fehérjék túlműködnek, ami a rákos sejtek kontrollálatlan növekedését és osztódását okozza, ezáltal a daganat növekedését eredményezi.
Az abemaciklib a CDK4 és CDK6 fehérjék gátlása révén megelőzi a retinoblastoma protein (Rb) foszforilációját, gátolva a sejtciklus továbblépését a sejtosztódás G1 fázisából (első növekedési szakasz) az S fázisba (DNS duplázódás), ami a daganat növekedésének gátlásához vezet. A retinoblastoma protein (Rb) blokkolása apoptózist (sejthalál) vált ki.
Daganatos sejtvonalakon végzett in vitro vizsgálatok alapján arról számoltak be, hogy az abemaciklib nem-apoptotikus sejthalált idéz elő, amelyet a lizoszómákból származó citoplazmatikus vakuolák képződése jellemez. Ez az eredmény arra utal, hogy a ciklin-dependens kináz gátlásán kívül más hatásmechanizmus is lehet.
Emlőtumoros xenograft modellekben a megszakítás nélkül naponta, klinikailag releváns koncentrációban adagolt abemaciklib önmagában vagy antiösztrogénekkel (fulvesztrant) kombinálva a daganat méretének a csökkenését eredményezte.
Az abemaciklib hatóanyagot tartalmazó gyógyszer, a Verzenio önmagában is szedhető, de általában hormonterápiával együtt alkalmazzák a daganatos sejtek növekedésének lassítása érdekében. A hormonterápia (aromatázgátló vagy fulvesztrant) a sejten kívül hat, hogy csökkentse a daganatot tápláló ösztrogén hatását. Ezzel szemben az abemaciklib a sejten belül gátolja a CDK4 és CDK6 aktivitását, segít megállítani a daganatos sejtek növekedését, így végül azok pusztulásához vezet. A CDK4 és CDK6 gátlása az egészséges sejtekben, mellékhatásokhoz vezethet, amelyek közül néhány súlyos lehet.

### Farmakokinetika

N-dezetilabemaciklib (M2), a fő metabolit

Szájon át történő bevitel után az abemaciklib abszolút biohasznosulása 45%. A legmagasabb vérplazma-koncentráció átlagosan 8 óra elteltével érhető el (tartomány: 4,1–24,0 óra). Az abemaciklib plazmafehérje-kötődése 96,3%-os. Az anyagot elsősorban a CYP3A4 májenzim N- dezetilabemaciklibbé (M2), kisebb mértékben hidroxi- származékokká (M18, M20) és egy másik oxidatív metabolittá (M1) metabolizálja. Ezek a metabolitok szintén nagy a plazmafehérje-kötődéssel rendelkeznek.
Az abemaciklib főleg széklettel (81%) és kis mértékben vizelettel (3%) ürül. Eliminációs felezési ideje átlagosan 18,3 óra.

## Klinikai vizsgálatok
Az emlőrák elleni sikeres klinikai I. fázis és klinikai II. fázis vizsgálatokat 2014 májusában, illetve decemberében jelentették be.
2016. eleje óta folynak a klinikai III. fázis vizsgálatok:
- A JUNIPER vizsgálat a IV. stádiumú nem kissejtes tüdőrákban[14] szenvedő betegek esetén hasonlíttotta össze az abemaciklibet az erlotinibbel.[15]
- A MONARCH 2 vizsgálat az abemaciklib és fulvesztrant kombináció hatékonyságát vizsgálta emlőrákban szenvedő nőknél.[16] A vizsgálat 2017 februárjában ért véget.[17] 2017 márciusában az Eli Lilly bejelentette, hogy az ösztrogénreceptor-pozitív és a HER2-negatív előrehaladott vagy áttétes emlőrákban szenvedő betegeknél a placeboval és fulvesztrant tal szemben a magasabb progresszió nélküli túlélés.[18] Az eredmény alapján az amerikai gyógyszerhatóság, az FDA 2017 szeptemberében engedélyezte a gyógyszer használatát az államokban.[19]
- A MONARCH 3 vizsgálat[20] az abemaciklib, valamint egy aromatázgátló (anasztrozol vagy a letrozol) kombinációjának hatékonyságát vizsgálta elsődleges kezelésként emlőrákban szenvedő nőknél.[21] Összesen 493 posztmenopauzában lévő, HR-pozitív, HER2-negatív emlőtumorban szenvedő, korábbi hasonló szisztémás terápiát nem kapó nőt vontak be a vizsgálatba. A vizsgálat időközi elemzése alapján a kombináció tolerálható biztonsági profil mellett jelentősen javította a progressziómentes túlélést (PFS) és az objektív reagálási arányt (ORR).[22]

## Kémia
Az abemaciklib szintézise során Suzuki-kapcsolást alkalmaznak, majd Hartwig-Buchwald-aminálással a négy alegységből hármat összekapcsolnak. Az utolsó lépés egy reduktív aminálás Leuckart-Wallach körülmények között. A Leuckart-Wallach-reakció kulcsa a trimetil-ortoformiát hozzáadása a reakció során képződött víz eltávolításának érdekében.

## Fordítás
Ez a szócikk részben vagy egészben  az   Abemaciclib című angol Wikipédia-szócikk ezen változatának fordításán alapul.  Az eredeti cikk szerkesztőit annak laptörténete sorolja fel. Ez a jelzés csupán a megfogalmazás eredetét és a szerzői jogokat jelzi, nem szolgál a cikkben szereplő információk forrásmegjelöléseként.